# Сподня Орлиця
Сподня Орлиця (словен. Spodnja Orlica) — поселення в общині Радлє-об-Драві, Регіон Корошка, Словенія. Висота над рівнем моря: 612 м.